# Zwartkopdwerglijster
De zwartkopdwerglijster (Catharus mexicanus) is een vogelsoort uit de familie lijsters (Turdidae).

## Verspreiding en leefgebied
Deze soort komt voor van oostelijk centraal Mexico tot Panama en telt 4 ondersoorten:
- Catharus mexicanus mexicanus: oostelijk centraal Mexico.
- Catharus mexicanus cantator: zuidelijk Mexico en oostelijk Guatemala.
- Catharus mexicanus yaegeri: Honduras.
- Catharus mexicanus carrikeri: Nicaragua, Costa Rica en westelijk Panama.